# 万年桥 (宁海)
29°17′35″N 121°15′00″E / 29.293028°N 121.249894°E
万年桥是中国浙江省宁海县一处古桥，位于黄坛镇榧坑村东南的大松溪上。桥梁建于清乾隆二十五年（1760年），成半月形，使用天然卵石堆砌而成，不使用粘结材料。桥长34米，宽4.8米，拱底距水面9米，净跨18米，是县内跨径最大的拱桥。
2017年，万年桥成为浙江省文物保护单位。